# Marghera
Marghera är en stadsdel i Venedigs kommun. Den ligger nordväst om Venedig på fastlandet, söder om järnvägen och Via della Libertà, som delar Venedigs fastlandsdel i Mestre och Marghera. 
Marghera uppfördes samtidigt som den stora hamnen Porto Marghera, efter första världskriget. Den byggdes som ett bostadsområde för arbetare och tjänstemän i hamnen samt för Venedigs ökande befolkning. Pietro Emilio Emmer projekterade stadsdelen som en trädgårdsstad, och stadsplanen var för den tiden mycket strikt och återhållsam. Bland annat bestod centrum av en 700 meter lång samt 80 meter bred allé med byggnader, marknad och parker i mitten. Vägnätet knöts samman av rondeller med åtta tillfarter och gräsytor i mitten. Inga hus fick vara mer än tre våningar eller ligga mindre än 15 meter från närmaste byggnad. Vidare måste alla privathus ha en trädgård på minst fyra gånger husets yta. I takt med att invånarantalet ökat har dessa regler mist en del av sin betydelse. 
28 000 personer bodde 2017 i Marghera, Catene och Malcontenta, det vill säga hela Venedigs kommun söder om järnvägen..